# Galerida
Galerida er en slægt af fugle i lærkefamilien, der omfatter syv arter udbredt i Afrika og Eurasien. Fra Danmark kendes den nu sjældne toplærke.

## Arter
De syv arter i slægten Galerida
- Toplærke, Galerida cristata
- Algiertoplærke, G. macrorhyncha
- Theklalærke, G. theklae
- Malabarlærke, G. malabarica
- Devatoplærke, G. deva
- Sollærke, G. modesta
- Kaptoplærke, G. magnirostris